# De Bruul

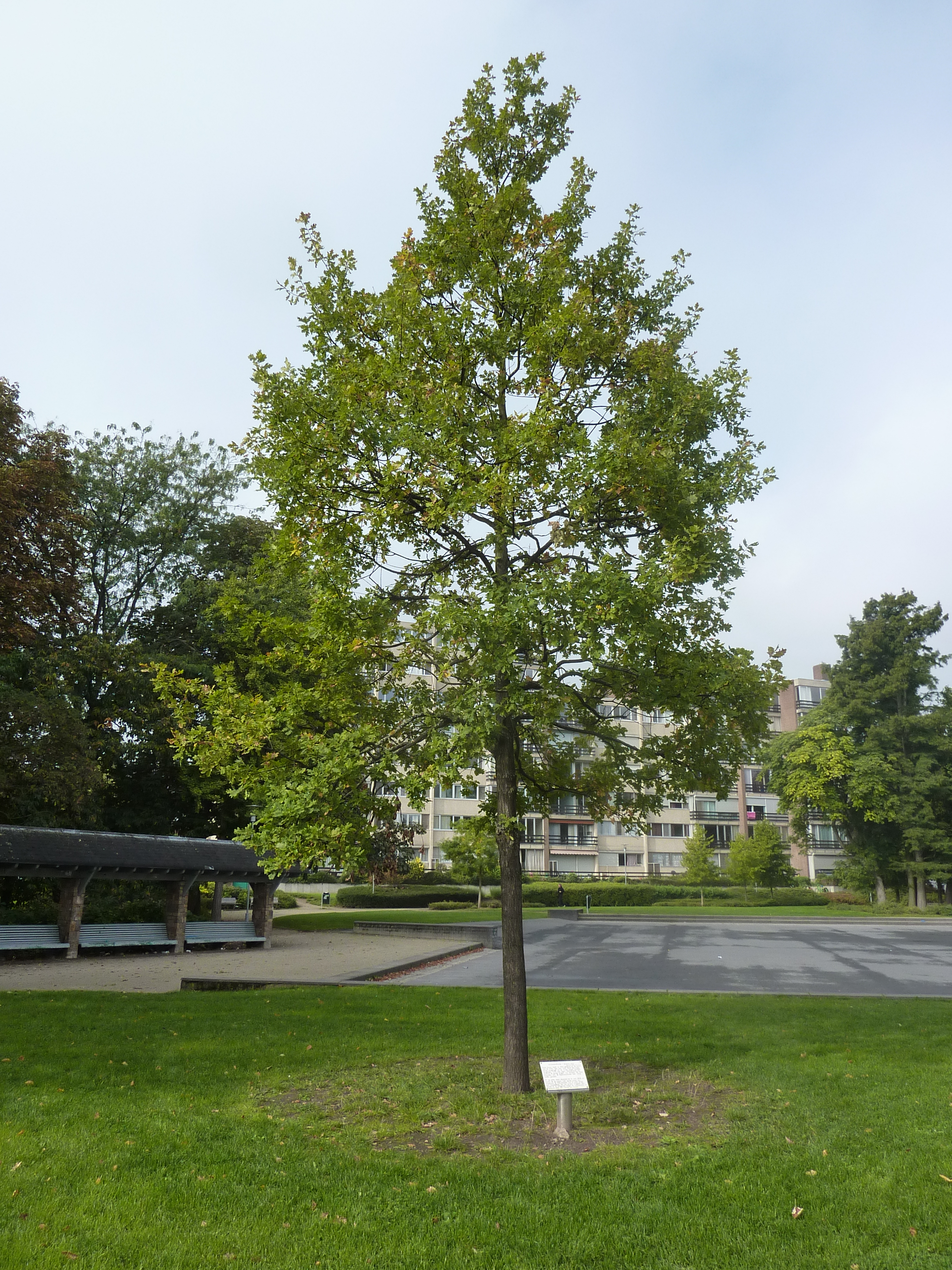
De Millenniumboom in het Bruulpark (2013)

De Bruul of het Bruulpark is een park in de Belgische stad Leuven.

## Situering
De Bruul is gelegen tussen de Pereboomstraat, de Halvestraat, de Raoul Claesstraat, de Brouwersstraat en de Fonteinstraat. Het park heeft meerdere ingangen en omvat onder meer een speelterrein, een basketbalterrein en een ontmoetingscentrum. In het park worden evenementen georganiseerd, waaronder het Wereldfeest en foodtruckfestivals.

## Geschiedenis
Het Bruulpark werd in 1957 geopend op de plaats waar de tuin van de voormalige Priorij van de Heilige Ursula en de 11.000 Maagden van 1414 tot 1797 was gelegen. Het kloostercomplex werd in 1803 openbaar verkocht. Eind 19de eeuw richtte de stad Leuven er een hogeschool voor meisjesonderwijs in en kwam het schoolgebouw in handen van de zusters annunciaten van Heverlee. Tijdens de Achttiendaagse Veldtocht in 1940 werd het schoolgebouw in puin gebombardeerd en in de jaren 1950 werd de wijk heraangelegd, waardoor het 1,6 ha grote Bruulpark ontstond. De naam "Bruul” refereert naar een oud Keltisch woord voor een met struiken begroeide moerassige plek. 
In augustus 2019 kondigde de stad Leuven de uitbreiding van het park aan, zodat het meer dan 2 ha oppervlakte zou omvatten. Onder meer de tuin van het klooster van de paters assumptionisten, de Pereboomstraat en een stuk van de site van de intercommunale Interleuven van InterLeuven zullen in het park worden geïntegreerd.
In maart 2021 keurde de Leuvense gemeenteraad de plannen voor een ondergrondse parking onder het gebouw van Interleuven goed. De parking zou de eerdere plannen voor een parking onder het park De Bruul vervangen, maar stuitte op kritiek van buurtbewoners.